# Gaël Perdriau
Pour les articles homonymes, voir Perdriau.
Gaël Perdriau, né le 8 juillet 1972 à Cholet (Maine-et-Loire), est un homme politique français.
Membre des Républicains jusqu’en 2022, parti dont il a été vice-président, il est maire de Saint-Étienne (Loire) et président de Saint-Étienne Métropole depuis son élection en 2014.
Réélu pour un second mandat en 2020, il est mis en cause en septembre 2022 par une enquête de Mediapart révélant du chantage politique à l'encontre de son premier adjoint, Gilles Artigues. Gaël Perdriau est mis en examen par la justice dans cette affaire en avril 2023 pour « chantage », puis en janvier 2024 « association de malfaiteurs » et « détournement de fonds publics » . Son procès devant le tribunal correctionnel est prévu pour fin septembre 2025.

## Carrière politique

### Parcours au sein de l'UMP et de LR
Membre du Parti républicain depuis 1996, il adhère à l'Union pour un mouvement populaire (UMP) dès sa création, en 2002.
Gaël Perdriau est nommé en 2012 chargé de mission au sein de la fédération UMP de la Loire.
Il soutient Bruno Le Maire pour la primaire présidentielle des Républicains de 2016. En septembre 2016, il est nommé directeur de campagne régional pour l'Auvergne-Rhône-Alpes. Le 1er mars 2017, dans le cadre de l'affaire Fillon et après le départ de Bruno Le Maire de l'équipe de campagne de François Fillon, il renonce à son tour à soutenir le candidat Les Républicains à la présidentielle.
Laurent Wauquiez ayant donné Saint-Étienne pour un exemple de « quartier perdu de la République », Gaël Perdriau lui retire son soutien pour les élections à la tête des Républicains.
Il est nommé vice-président des Républicains le 23 octobre 2019. Le 7 décembre 2021, il est démis de sa fonction par le président du parti, Christian Jacob, pour avoir dénoncé à nouveau la « droitisation » de son parti, et notamment le positionnement de la candidate Valérie Pécresse « qui envisage de gouverner avec Eric Ciotti », après l’élection présidentielle de 2022,. Il souhaite également une rupture avec le sarkozysme. Il se rapproche alors du parti présidentiel Renaissance. Mis en cause dans un scandale de chantage à la sextape, il est exclu de LR en octobre 2022.

### Maire de Saint-Étienne
Gaël Perdriau se présente aux élections municipales en 1995 à Saint-Étienne sur la liste du maire sortant Michel Thiollière. Il est élu, puis réélu en 2001. Il est ainsi en fonction de 1995 à 2008.
Président du conseil de quartier de Tarentaize-Beaubrun, il contribue à la rénovation urbaine de ces quartiers en grande difficulté aidés par l’Agence nationale pour la rénovation urbaine (ANRU)[réf. nécessaire].
Gaël Perdriau occupe la 3e place sur la liste du maire sortant Michel Thiollière aux élections municipales de 2008. Michel Thiollière est battu dans une triangulaire par le socialiste Maurice Vincent. Gaël Perdriau devient conseiller municipal d'opposition, se présente aux élections cantonales de Saint-Étienne-Sud-Ouest-1 en 2011, et échoue au 2d tour. Il préside dès lors le groupe d’opposition municipale « Union pour l’avenir des Stéphanois » qui regroupe les représentants de l’Union des démocrates et indépendants (UDI), de l’UMP et de la société civile.
Le 14 mai 2013, la Commission nationale d’investiture (CNI) de l’UMP, coprésidée par Jean-François Copé et François Fillon, accorde à l’unanimité l’investiture à Gaël Perdriau pour être la tête de liste sur la ville de Saint-Étienne aux élections municipales de 2014. Il forme alors une alliance avec le centriste Gilles Artigues, dont le maintien au second tour en 2008 avait contribué à la défaite de Michel Thiollière. La liste que conduit Gaël Perdriau l’emporte au second tour de ces élections avec 47,7 % des voix, contre la liste du maire sortant, Maurice Vincent, qui recueille 40,5 % des voix, et celle du Front national (11,8 %). Gaël Perdriau est élu maire par le conseil municipal le 4 avril et président de la communauté d'agglomération Saint-Étienne Métropole le 24 avril.
Après son élection, Gaël Perdriau critique la gestion du maire précédent, notamment concernant l’Opéra-théâtre de la ville, et accuse la direction de l'établissement d'avoir fait courir des risques aux personnels et spectateurs du théâtre municipal. Depuis, la justice a donné tort à la ville et a obligé à la réintégration des membres de l'Opéra théâtre comme, entre autres, son chef d'orchestre en poste depuis 10 ans et son directeur,.
Fin janvier 2018, le journal Le Progrès publie une enquête intitulée « La grande valse des cadres ». Depuis son élection à la mairie et sa prise de fonction à la présidence de la Métropole, Gaël Perdriau a vu 45 cadres des deux collectivités présenter leur démission, soit plus de sept départs par an. Le dernier départ en date est celui de Caroline Tisserand, directrice de la Cité du Design, partie avant la fin de sa période d'essai. Selon Le Progrès, c'est le cabinet du maire qui centraliserait le pouvoir au détriment des différents services.
En octobre 2019, la Commission nationale de l'informatique et des libertés adresse un avertissement à la municipalité de Saint-Étienne, dont les politiques sécuritaires sont « susceptibles de violer les textes relatifs à la protection des données à caractère personnel ». Gaël Perdriau avait fait installer une cinquantaine de micros sur la voie publique, un projet expérimenté sur les habitants du quartier populaire de Tarentaize-Beaubrun-Couriot. Parce qu’il est capable d’enregistrer les voix et les conversations des personnes se situant autour de lui, « le dispositif envisagé a nécessairement pour effet d’intervenir dans le champ d’autres droits fondamentaux des citoyens, et plus particulièrement dans celui de l’exercice de leurs libertés d’expression, de réunion, de manifestation, d’association et d’aller et venir », souligne la commission.
Il est réélu maire de Saint-Étienne à la suite des municipales de mars 2020 avec 58,91 % des voix.
FranceInfo affirme dans un article paru en septembre 2022 que Gaël Perdriau a favorisé une entreprise dirigée par des proches, en dehors de la procédure d’appel d’offres, dans le cadre de la politique culturelle de la ville.
En 2024, la chambre régionale des comptes Auvergne-Rhône-Alpes demande à Gaël Perdriau de « mettre fin à l’achat », avec l’argent public de sa collectivité, de sondages portant sur son image ou sa carrière politique. Environ 100 000 euros d’argent public ont été dépensés à cette fin depuis 2018.
La multiplication des affaires judiciaires impliquant le maire et des membres de sa majorité municipale aurait contribué à une perte d’attractivité de Saint-Étienne. Deux entreprises emblématiques – Casino et le fabricant d’armes Verney-Carron – suppriment des centaines d'emplois, tandis que le « centre-ville connaît depuis des mois une avalanche de fermetures de commerces et de restaurants », écrit Le Monde en mars 2025.

## Affaires judiciaires

### Affaire de la sextape et conséquences politiques
En août 2022, il est mis en cause dans une enquête de Mediapart dans une affaire de chantage visant son premier adjoint, Gilles Artigues. Perdriau, qui voyait Artigues comme un rival potentiel, aurait cherché à le neutraliser en obtenant un moyen de pression sur lui. Des proches de Gaël Perdriau auraient piégé Gilles Artigues en le filmant à son insu avec un « escort boy » recruté par leurs soins lors d’une soirée intime en 2014, à Paris, dans le but de faire pression sur lui sur le plan électoral. Selon Mediapart, c'est un élu municipal de la majorité, Samy Kéfi-Jérôme, devenu ensuite conseiller régional délégué et vice-président de la région Auvergne-Rhône-Alpes, qui a placé une caméra dans la chambre d'hôtel de Gilles Artigues et utilisé la technique du Kompromat. Gilles Rossary-Lenglet, à l'époque compagnon de Samy Kéfi-Jérôme, déclare avoir conçu et organisé cette opération et touché avec lui 50 000 € de la part de la municipalité, via des subventions versées à des associations stéphanoises qui l'auraient ensuite rémunéré.
Le 29 août 2022, le premier adjoint à la mairie porte plainte contre Gaël Perdriau pour « chantage aggravé, guet-apens en bande organisée, détournement de fonds publics et non-dénonciation de faits délictueux », ce qui conduit le parquet de Lyon à ouvrir une information judiciaire,. Gaël Perdriau dément dans un premier temps toute implication. Il affirme ne pas avoir connaissance de l'existence d'une vidéo à caractère homosexuel, alors que ce détail n'était a priori connu que de la victime et des maitres chanteurs. Mediapart publie le 12 septembre des enregistrements qui établiraient l'implication directe du maire dans le chantage, appuyé par son directeur de cabinet Pierre Gauttieri,,. L'émotion parmi les Stéphanois est telle qu'une centaine de personnes manifestant le 14 septembre devant l'hôtel de ville en forcent l'entrée pour demander une rencontre avec l'édile. Le 20 septembre, acculé par sa majorité, il décide de limoger son directeur de cabinet. Samy Kéfi-Jérôme démissionne de ses mandats de conseiller municipal et métropolitain après l'annonce de la diffusion par Mediapart d'un nouvel enregistrement accablant. Gaël Perdriau refuse pour sa part de démissionner, se met en retrait de ses fonctions à la métropole en décembre 2022,. En octobre 2022, il est exclu à l'unanimité du parti Les Républicains.
Le 26 avril 2023, Mediapart révèle qu'une nouvelle vidéo a été découverte sur un vieux disque dur d'ordinateur, datant du 18 septembre 2016, en relation avec la première vidéo qui avait été découverte en 2022.
Le 1er octobre 2023, Mediapart révèle qu’une autre opération avait été envisagée, à l’été 2015, cette fois contre Michel Thiollière, maire de la ville de 1994 à 2008, avec lequel Gaël Perdriau avait eu des divergences politiques par le passé. Le piège imaginé par MM. Rossary-Lenglet et Gauttieri aurait consisté à le compromettre gravement en utilisant une prostituée mineure.
Cette affaire, et le refus de Gaël Perdriau de démissionner, divise profondément la majorité municipale, dont une dizaine d’élus ont officiellement demandé sa mise en retrait en attendant le procès. Le 4 octobre, six d’entre eux ont dénoncé, dans un communiqué, des « pratiques mafieuses » instaurées, selon eux, par son ancien directeur de cabinet. Un conseiller municipal réputé proche du maire a démissionné  en évoquant un « profond malaise qui n’a fait que grandir ». Un ancien adjoint UDI, proche de Gilles Artigues, a, lui, décidé de siéger dans l’opposition à la suite de nouvelles révélations concernant l'affaire imaginée contre l’ex-maire Michel Thiollière. Une trentaine d'autres élus de la majorité restent en revanche fidèles au maire.
De plus en plus d'élus quittent le groupe du maire pour siéger dans l'opposition, voire démissionnent du conseil municipal. Les vexations et sanctions exercées par le maire se multipliant, des élus de la majorité décident collectivement, en juin, de ne plus exercer leur fonction d'adjoints ou de délégués, en quittant la majorité. Le but de ce nouveau groupe d'opposants est alors, grâce à un nombre de départs de la majorité qu'ils espèrent suffisant pour atteindre un quota avant le 31 décembre, de provoquer l'obligation juridique d'élections municipales anticipées, car il n'y aura plus alors pour la majorité de réserve de personnes en nombre suffisant pour pourvoir ces postes vacants, parmi ceux qui étaient dans la liste des candidats de Gaël Perdriau lors des dernières élections municipales.
Des élections municipales anticipées se profilent alors à l'horizon mais mi-septembre 2024, les élus ayant quitté le groupe majoritaire annoncent finalement ne pas vouloir démissionner du conseil municipal car ils craignent que de nouvelles élections apportent la victoire des partis « extrêmes ». Il Il également reproché à Gaël Perdriau et ses avocats de retarder la date du procès via demandes d’actes complémentaires, afin que celui-ci ait lieu après les élections municipales prévues en 2026 puisqu'il risque une peine inéligibilité avec exécution provisoire ce qui l'empêcherait de se représenter à la mairie,. 

### Enquête et procès pour "chantage, soustraction, détournement de fonds publics et une association de malfaiteurs".
Un élu d'opposition de Saint-Étienne, Pierrick Courbon, dépose une plainte contre X pour escroqueries au jugement, les subventions qui auraient servi à rémunérer l'organisateur du guet-apens ayant fait l'objet d'une mise au vote en conseil municipal,. À la suite de ces révélations, deux autres figures politiques locales indiquent avoir fait l'objet de pressions et de chantage de la part de Gaël Perdriau et de son entourage.
Le 18 novembre 2022, après avoir fait part de ses remarques sur un article à paraître dans Mediapart, portant sur les pratiques politiques de Gaël Perdriau, et dont les informations étaient issues d'enregistrements sonores de conversations de travail tenues dans son bureau, Gaël Perdriau obtient du tribunal judiciaire de Paris une ordonnance interdisant par avance à Mediapart de publier de nouvelles informations issues de ces enregistrements,,, mais cette ordonnance fait l'objet d'une rétractation 12 jours plus tard, et Mediapart publie les informations révélant que Gaël Perdriau a lancé une rumeur calomnieuse accusant le président de région Laurent Wauquiez de pédocriminalité. Gaël Perdriau reconnait que ses accusations sont « sans fondement », et Laurent Wauquiez porte plainte pour diffamation. Le 6 juin 2023, Gaël Perdriau est condamné à régler une caution de 60 000 euros afin de ne pas être placé en détention provisoire.
Le 5 avril 2023, après une journée de garde à vue, Gaël Perdriau, son ancien directeur de cabinet, son ex-adjoint à l’Éducation et l'ancien compagnon de ce dernier sont tous mis en examen pour différents chefs d'accusation et placés sous contrôle judiciaire. Le maire Gaël Perdriau quant à lui mis en examen pour chantage et placé sous le statut de témoin assisté pour détournement de fonds publics par un dépositaire de l’autorité publique,,,,. Au cours de son audition le 18 décembre 2023 , Pierre Gautieri, directeur de cabinet et jusque là déniant toute responsabilité du maire, aurait selon Mediapart déclaré qu'il a menti jusque là et que c'est bien le maire qui a décidé de l'opération visant à compromettre Gilles Artigues. En janvier 2024 , sa mise en examen est étendue aux chefs d'« association de malfaiteurs » et de « détournement de fonds publics ».
En mars 2025, après deux ans de mise en examen, le procureur de Lyon demande un renvoi de l'affaire au tribunal pour « chantage, soustraction, détournement de fonds publics par un dépositaire de l'autorité publique et participation à une association de malfaiteurs »,. Suivant ces réquisitions, Gaël Perdriau est renvoyé devant le Tribunal Correctionnel en juin 2025, son procès étant prévu fin septembre 2025,. 

### Accusations de diffamation
Il est renvoyé en correctionnelle pour diffamation envers la direction d’un festival local, pour des propos tenus en conseil municipal et retransmis en direct sur le site Internet de la ville le 22 janvier 2022. La plainte est annulée pour une problématique de procédure.
Laurent Wauquiez annonce déposer plainte contre Gael Perdriau en 2022 pour avoir diffusé des rumeurs de viols d'enfants.

## Détail des fonctions et mandats
- À la Ville de Saint-Etienne : 
  - Conseiller municipal délégué, chargé de la Politique de la Ville de 1995 à 2001
  - Élu référent du Conseil de quartier de Beaubrun-Tarentaize de 1997 à 2008
  - Conseiller municipal délégué chargé de la Cohésion sociale, des Gens du voyage et du Renouvellement urbain de 2001 à 2008
  - Conseiller municipal depuis juin 1995 (dans l’opposition de avril 2008 à avril 2014)
  - Maire depuis avril 2014, réélu en juillet 2020
- Président de l’association d’insertion par l’emploi « Tremplin 42 » de 1997 à 2003
- Saint-Étienne Métropole :
  - Conseiller métropolitain depuis avril 2008
  - Président de la Métropole depuis avril 2014, réélu en juillet 2020
  - Membre (de droit en tant que Président de la Métropole) du conseil d'administration de l’Office métropolitain de l’habitat (OPH) « Habitat & Métropole » depuis 2014
- Président de l’association citoyenne « Saint-Étienne 2014 » de 2008 à 2013
- Président du Cerema du 9 février 2015 au 4 octobre 2017 (Il quitte ce poste, à la suite des restrictions budgétaires devant affecter l’établissement en 2018[71])
- Vice-Président du parti Les Républicains d'octobre 2019 à décembre 2021.